# Emons Audiolibri
Emons Edizioni è una casa editrice italiana che, come attività principale, pubblica audiolibri di narrativa contemporanea italiana e straniera, classici, saggi, noir, poesia, epica, fantasy e audiolibri per bambini e ragazzi. Ha ampliato la tipologia di pubblicazioni, aprendo ai volumi di carta nel 2014. La direttrice editoriale è Carla Fiorentino.
Nel 2020 la casa editrice è arrivata a una produzione annua di circa 60 titoli in audiolibro, tra formato fisico e digitale, e di 15 testi cartacei. Sono anche arrivate due nuove collane: Emons Record ed Emons Raga.
Emons Record, dedicata alla produzione podcast e serie audio (dall’audioserie l'Avvocato Guerrieri di Gianrico Carofiglio e al podcast Polvere, il caso Marta Russo di Cecilia Sala e Chiara Lalli in coproduzione con Miyagi) è diretta da Paolo Girella, già direttore della collana Guide 111.
Emons Raga (diretta da Silvia Nono) è invece una collana di libri dedicata al mondo dei ragazzi che coniuga la lettura tradizionale e l’ascolto, e ha esordito a ottobre 2020 con i primi due titoli della serie I Misteri di Mercurio a firma di Pierdomenico Baccalario e Daniele Nicastro. Nel 2024 il romanzo Motel Calivista, buongiorno!, di Kelly Yang, ha vinto il Premio Strega Ragazze e Ragazzi nella categoria 11+.
Si qualifica come medio editore avendo pubblicato oltre dieci titoli l'anno dal 2007 al 2017.
Gli audiolibri sono letti dagli autori stessi o da attori.

## Nascita della casa editrice
La Emons Audiolibri nasce a Roma nel dicembre 2007, dall'incontro tra l'editore tedesco Hejo Emons e un gruppo italo-tedesco.
Per un migliore risultato la casa editrice ha puntato inizialmente sulla narrativa contemporanea, privilegiando la lettura degli autori stessi, come nel caso di Sandro Veronesi, Gianrico Carofiglio, Melania Mazzucco, Francesco Piccolo, Michela Murgia, Giancarlo De Cataldo.
Dal 2010 al 2015 ha collaborato con l'editore Giangiacomo Feltrinelli, coproducendo oltre 15 titoli. Altre collaborazioni sono nate negli anni successivi: Marsilio, Edizioni E/O, NN Editore, 66thand2nd, SUR, Editori Laterza.
Dal 2018 fa parte dell'Associazione ADEI, Associazione degli Editori Indipendenti.

## Gli audiolibri
Il catalogo si è arricchito con titoli stranieri e classici per i quali la casa editrice Emons ha scelto diversi attori di fama, i titoli di maggiore rilievo che hanno superato le 20 000 copie vendute sono stati:
- L'amica geniale di Elena Ferrante letto da Anna Bonaiuto
- Il nome della rosa di Umberto Eco letto da Tommaso Ragno
- Orgoglio e pregiudizio di Jane Austen letto da Paola Cortellesi
- Quer pasticciaccio brutto de via Merulana di Carlo Emilio Gadda letto da Fabrizio Gifuni
- Il Gattopardo di Giuseppe Tomasi di Lampedusa letto da Toni Servillo
- Trilogia Millennium di Stieg Larsson letta da Claudio Santamaria
- I promessi sposi di Alessandro Manzoni letto da Paolo Poli
- Diario di una schiappa di Jeff Kinney letto da Neri Marcorè
- La ragazza del treno di Paula Hawkins letto da Carolina Crescentini
- Lamento di Portnoy di Philip Roth letto da Luca Marinelli
- Cecità di José Saramago letto da Sergio Rubini
- Favole al telefono di Gianni Rodari letto da Claudio Bisio

Principale caratteristica degli audiolibri prodotti da Emons è l'assenza di suoni e musiche, l'integralità dei testi e la scelta di traduzioni affermate. Nel catalogo sono inserite molte opere insignite dei maggiori premi letterari italiani come Il Premio Strega, Il Premio Campiello e il Premio Mondello.
Gli audiolibri sono pubblicati dall'editore in formato CD Mp3 e in formato scaricabile mp3. Sono disponibili nelle librerie italiane e su diverse piattaforme di distribuzione digitali.
Quando, nel biennio 2016-2018, sono arrivati in Italia i due grandi player internazionali per la distribuzione in abbonamento degli audiolibri (Audible e Storytel) gli audiolibri prodotti da Emons Edizioni hanno goduto di grande visibilità e ricevuto l'apprezzamento del grande pubblico. Nel 2018 la casa editrice ha rilasciato un'app per dispositivi Apple e Android per distribuire indipendentemente i propri audiolibri.
Nel novembre del 2019 a Roma Emons ha organizzato e inaugurato "Libri per le tue orecchie", il primo Festival dell'Audiolibro in Italia, grazie al sostegno della Regione Lazio.

## I libri
Nell'autunno 2014 Emons Edizioni pubblica i primi libri cartacei con la collana 111, guide fotografiche di mete italiane, europee e mondiali. Il marchio 111 è ereditato dall'editore tedesco Emons Verlag.
Nel 2015 inaugura una nuova collana letteraria di gialli tedeschi con la pubblicazione di tre autori: Friedrich Ani, Brigitte Glaser e Alfred Hellmann, ha poi proseguito con Simone Buchholz, Edgar Noske, Harald Gilbers, Andreas Pflüger. Nel giugno del 2017 ha organizzato il Krimi Festival, interamente dedicato al giallo tedesco.
Nel 2020 inaugura la collana di libri per ragazzi Emons Raga, con la serie I Misteri di Mercurio, e libri da subito candidati al premio Strega Ragazze e Ragazzi come La banda della zuppa di piselli, di Rieke Patwardhan, High-Rise Mystery. Un’estate in giallo per le sorelle detective, di Sharna Jackson e Motel Calivista, buongiorno, di Kelly Yang. 